# Santa Maria delle Carceri (Monte Subiaso)
Santa Maria delle Carceri ist eine kleine römisch-katholische Kirche in einer steilen Waldschlucht am Monte Subasio, in Umbrien, Mittelitalien, oberhalb von Assisi.
Ursprünglich befand sich an dieser Stelle nur eine kleine Kapelle bei einer Grotte, zu der sich Einsiedler (Eremiten) zum Gebet zurückzogen. Zu Beginn des 13. Jahrhunderts wurde sie oft vom heiligen Franziskus von Assisi aufgesucht.
Der Bau der Kirche und eines kleinen Konvents namens Eremo delle Carceri wurde 1400 vom heiligen Bernhardin von Siena in Auftrag gegeben.
Heute bewohnen Franziskaner das kleine Kloster und feiern in dieser Kirche die Heilige Messe.